# Vesícula (geología)

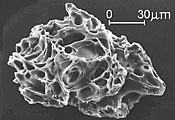
Partícula de ceniza volcánica rica en vesículas.

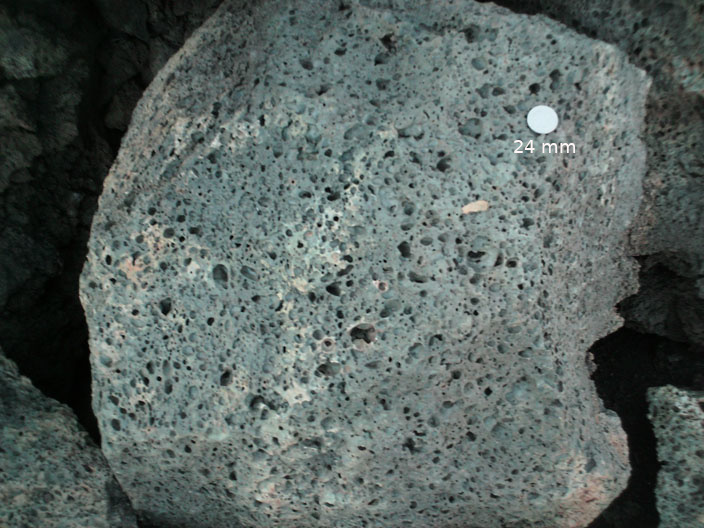
Basalto vesiculado de Sunset Crater, Arizona

Las vesículas son pequeñas cavidades de forma esférica, alargadas o irregulares halladas en lava o tefra causadas por el escape de gases de la lava y magma. Las vesículas se pueden apreciar como burbujas y suelen ser comunes en las rocas ígneas, en especial en las  volcánicas.
- Datos: Q6160804